# ブロンドの女性 (パルマ・イル・ヴェッキオ)

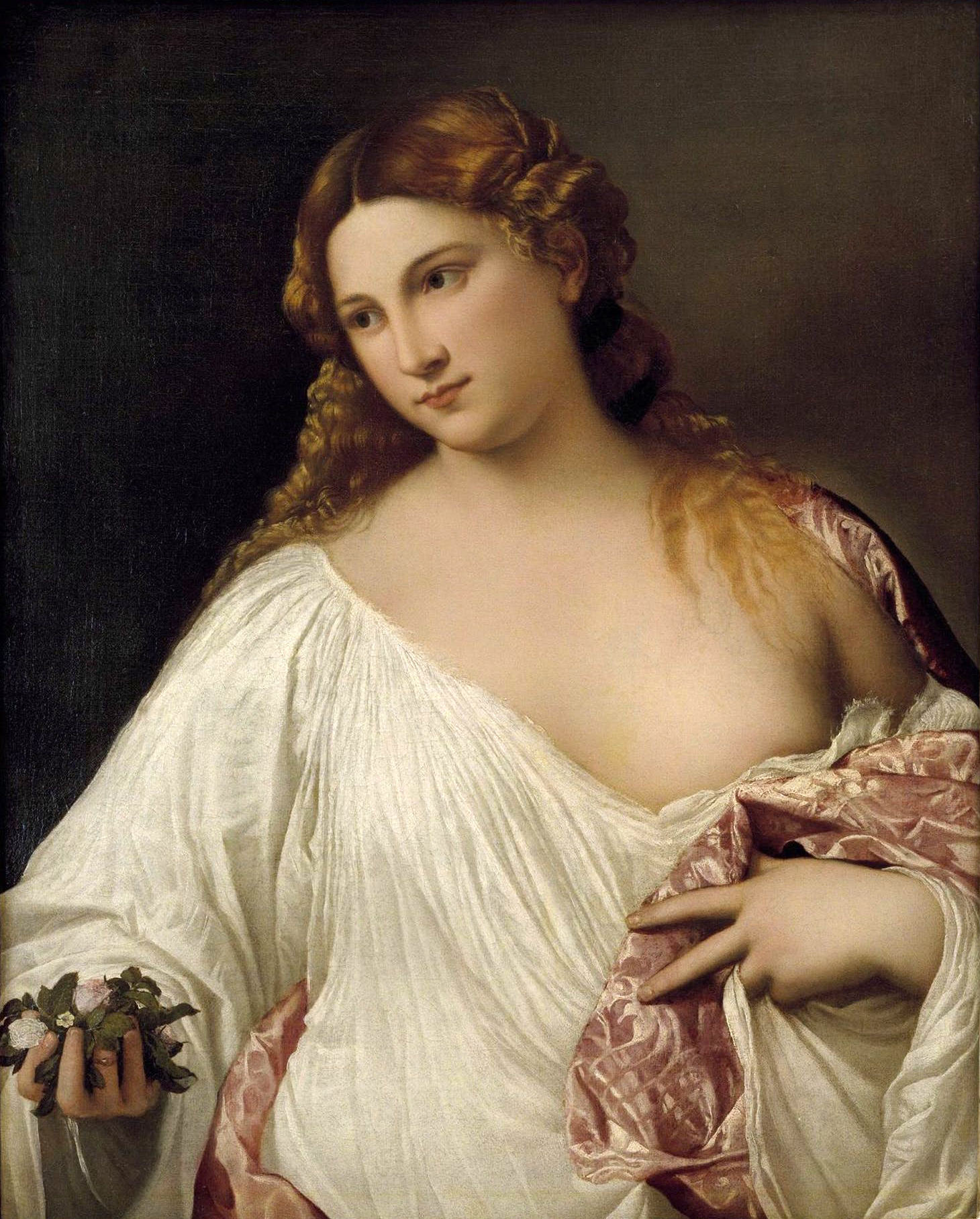
ティツィアーノ・ヴェチェッリオの1515年頃の絵画『フローラ』。ウフィツィ美術館所蔵。

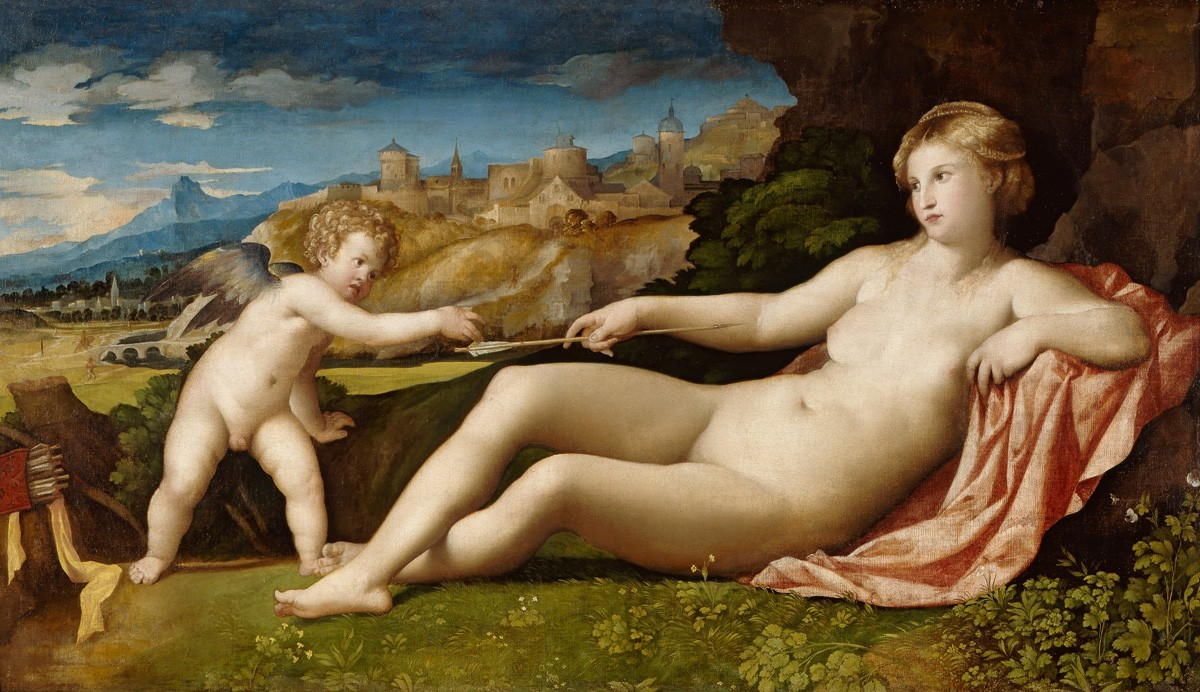
パルマ・イル・ヴェッキオの1523年頃から1524年頃の絵画『風景の中のヴィーナスとキューピッド』。フィッツウィリアム美術館所蔵。

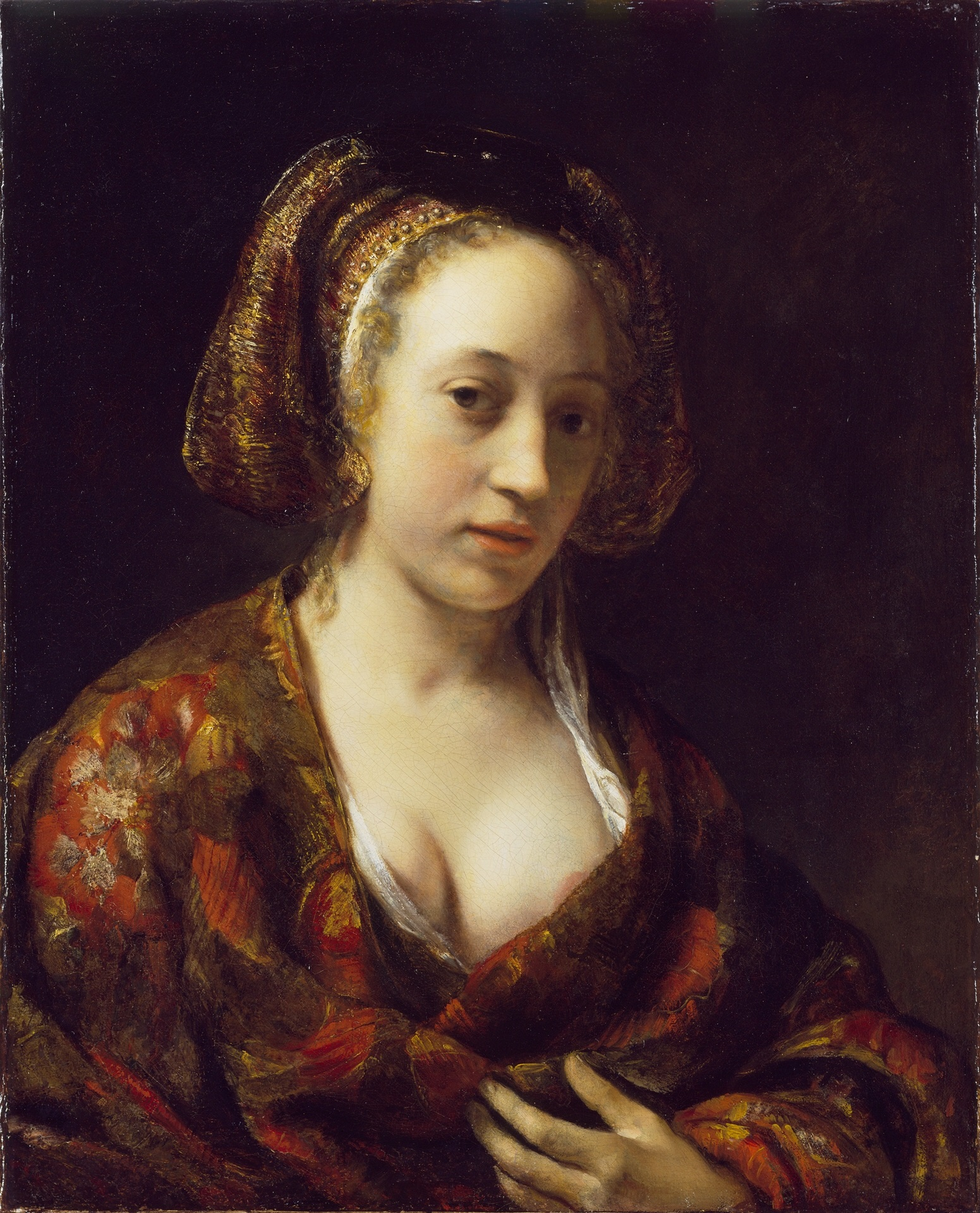
ウィレム・ドロステ『ブロケードガウンに身を包んだ女性』。ウォレス・コレクション所蔵。

『ブロンドの女性』（ブロンドのじょせい、伊: Donna bionda, 英: A Blonde Woman）は、イタリアルネサンス期のヴェネツィア派の画家パルマ・イル・ヴェッキオが1520年頃に制作した絵画である。油彩。画家の代表作である本作品は16世紀初頭のヴェネツィアで描かれた典型的な半身の女性像であり、ティツィアーノ・ヴェチェッリオの強い影響がうかがえる。おそらくクルチザンヌ（高級娼婦）を描いたものと考えられるが、ローマ神話の花と春の女神フローラを描いたと解釈されることもある。ロンドンのナショナル・ギャラリーに所蔵されているが、2020年5月現在では展示はされていない。

## 作品
淡いブロンドの長髪と完璧なアラバスターの肌によって表現されたふくよかな女性は、右手に花束を持ち、控えめだが喜びを含んだ流し目で鑑賞者を見つめている。彼女が白いリネンのシュミーズの青いリボンをほどいた結果、シュミーズは肩から滑り落ちて彼女の胸が露わとなり、その曲線は青いリボンによって強調され、シュミーズと肩の周りに優雅にまとったマントが高級感と美しさを演出している。
右手の花束には野草のキンポウゲ、サクラソウ、ワスレナグサが用いられている。花束の色は絵画の中で用いられている色彩を反映しており、キンポウゲの黄色は彼女のブロンドの長髪、指輪や手首のチェーンブレスレットといった宝飾の金色を、葉の緑色はマントを、サクラソウのピンク色は彼女の露わになった乳首を、ワスレナグサの青はシュミーズのリボンを反映しており、それぞれの色彩を彼女の掌の中に植物の形で拾い集めている。この花束は女性が春の女神フローラであることを暗示しているかもしれない。『ブロンドの女性』は16世紀初頭のヴェネツィアで描かれた典型的な女性画ではあるが、ウフィツィ美術館に所蔵されているティツィアーノの有名な絵画『フローラ』のパターンを明かに反復している。両作品の間には女性のポーズや手にした花束、露出した胸など多くの共通点があり、ティツィアーノの作品と比べて官能性がより強化されている。ただし、当時のイタリアでは女神フローラの名前はクルチザンヌを指す言葉でもあり、ヴェネツィアでは同様の若く美しい女性の絵画は美術コレクターだけでなく裕福なクレチザンヌからも注文があった。成功したクルチザンヌにとってこうした絵画は堅実な投資である半面、自身の美しさを記録する手段でもあった。おそらく、花束に用いられている花の選択も象徴的な意味がある。キンポウゲは女性の持つ魅力を象徴し、ワスレナグサは絵画を見る者に自分のことを忘れずにいることを求め、サクラソウは恋愛と関連して「あなたなしでは生きられない」ことを意味している。
画家はケンブリッジのフィッツウィリアム美術館に所蔵されている『風景の中のヴィーナスとキューピッド』（Venere e Cupido in un paesaggio）において、本作品と同じモデルを用いたと考えられている。どちらの絵画に描かれた女性像もあごにくぼみがあり、よく似た顔の特徴を備えている。
画面は鑑賞者の視線が彼女の目から彼女の乳房、花束へと暗に示された対角線に沿って誘導される構成となっており、さらに背後の暗い背景に対して鮮やかな草色や、乳白色、淡い金色を配置することで絵画の官能性と華やかさを強めている。このように、パルマ・イル・ヴェッキオは意図的に女性の官能的な魅力を鑑賞者の感覚に訴えかける形で描いている。これにより鑑賞者は女性のシュミーズの涼やかさや彼女のふんわりした髪の柔らかさ、また彼女の肉体の暖かい広がりの中に新鮮な花の香りを感じ取ることができる。

## 来歴
本作品の来歴の大部分は不明である。最初の確実な記録はクリスティーズで販売された1870年である。このとき絵画はパリス・ボルドーネの作品と考えられていた。その後、1889年にイギリスの化学者、実業家であり美術コレクターでもあったルードウィッヒ・モンドに売却された。モンドは1909年に死去し、本作品を含む彼の40を超えるコレクションはモンドの妻フリーダが死去した翌年の1924年にナショナル・ギャラリーに遺贈された。

## 影響
ヴェネツィア派の絵画はバロック期のオランダではよく知られていた。巨匠レンブラント・ファン・レインの弟子として知られるウィレム・ドロステの1654年頃の作品『ブロケードガウンに身を包んだ女性』（Young Woman in a Brocade Gown）、あるいは近年発見された『フローラ』（Flora）にティツィアーノと並んで本作品の明確な反応が確認できる。

## ギャラリー
パルマ・イル・ヴェッキオが描いたヴェネツィア絵画の典型的な女性の半身像には以下のような作品が知られている。

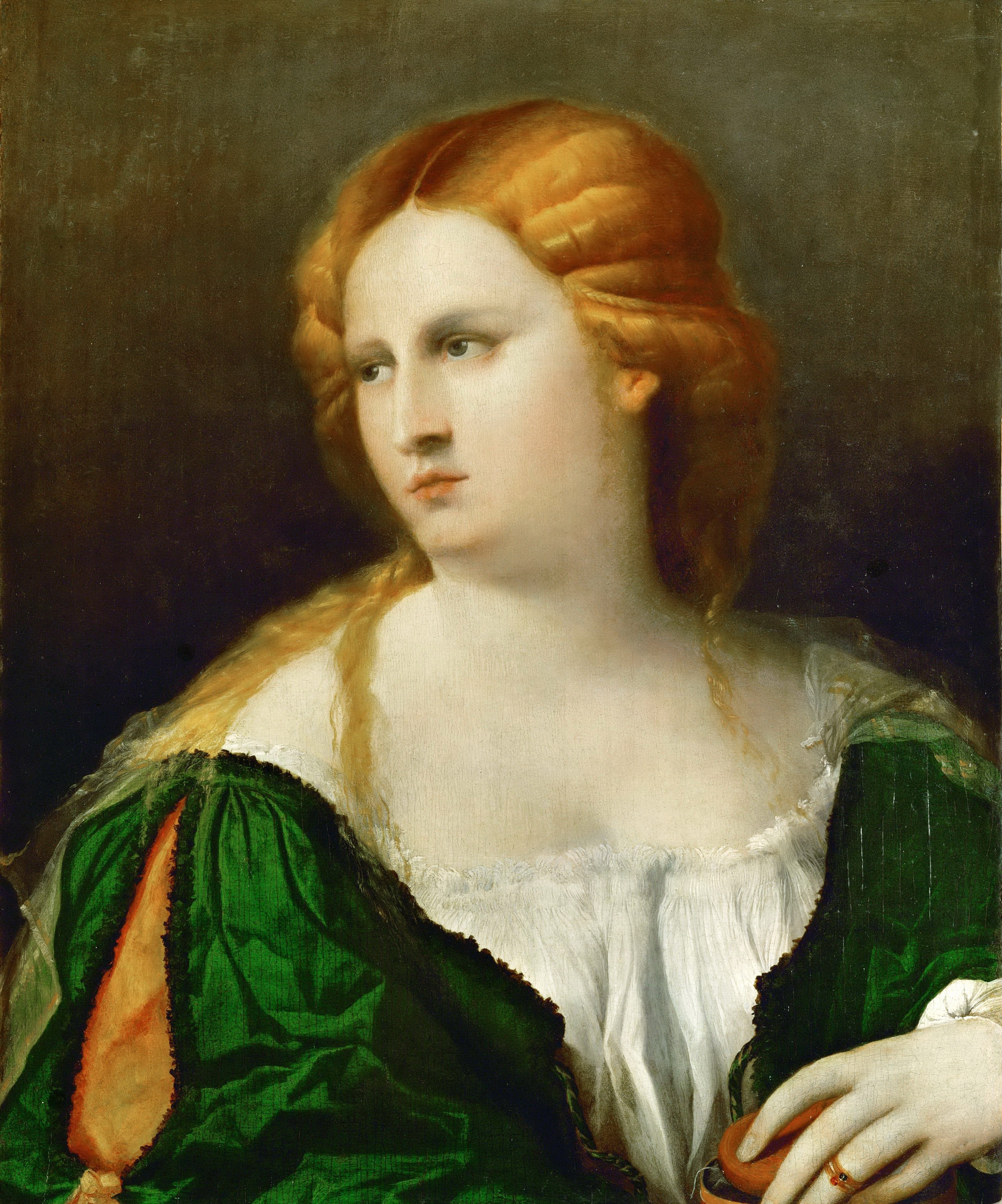
『緑のドレスの女性』1512年から1514年 美術史美術館所蔵
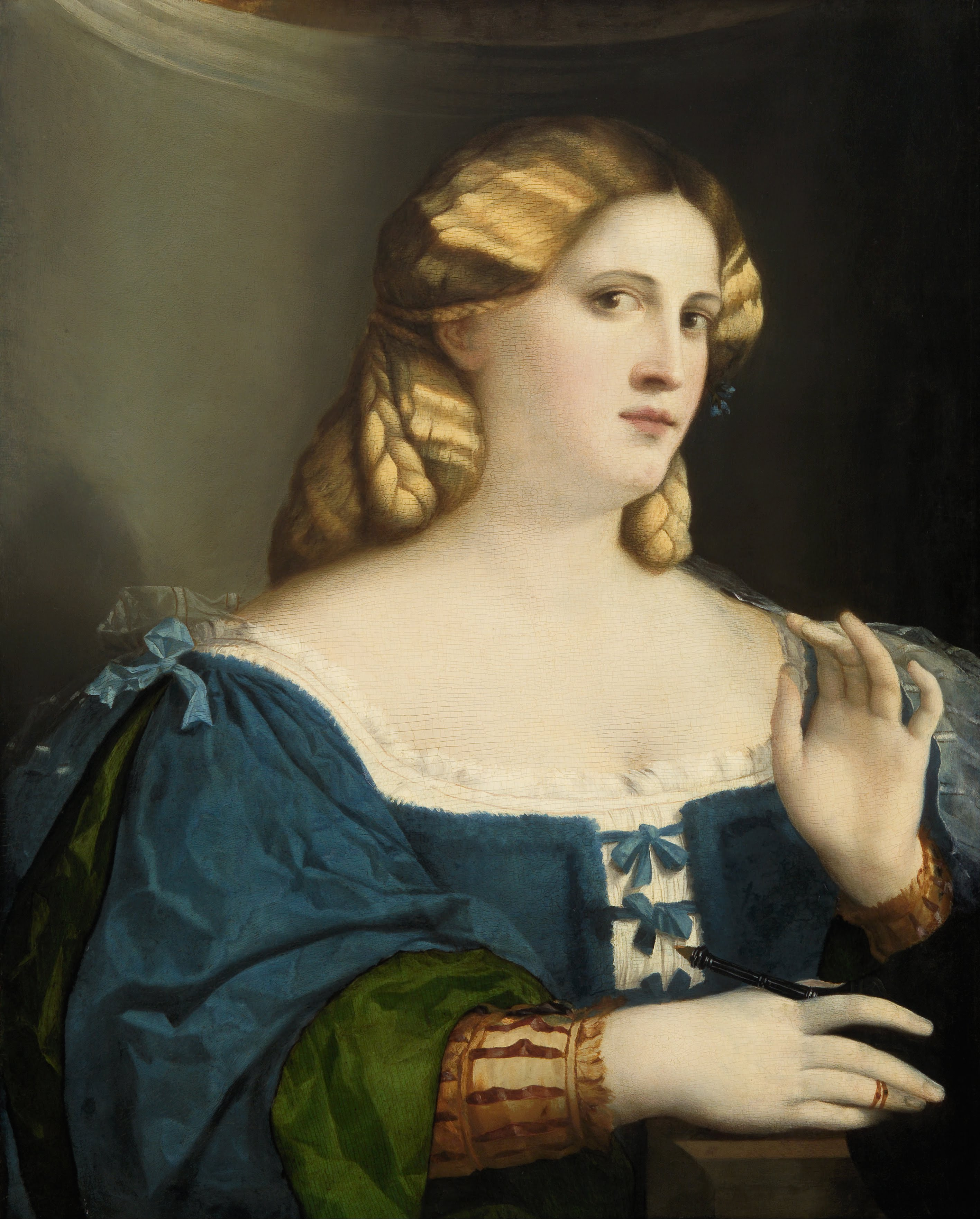
『扇を持った青いドレスの女性』1512年から1514年頃 美術史美術館所蔵
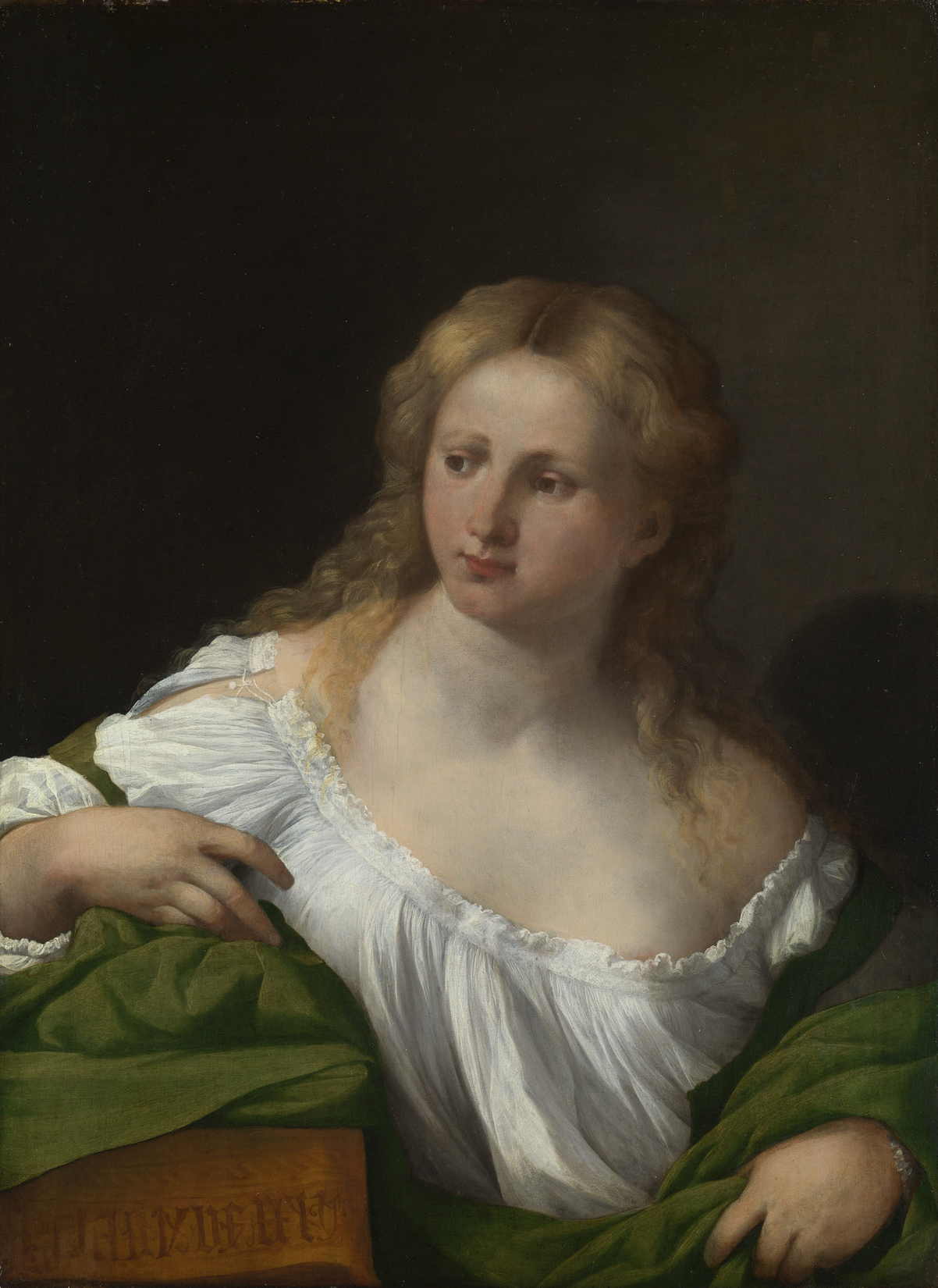
『シビュラ』1522年-1524年頃 ロイヤル・コレクション所蔵
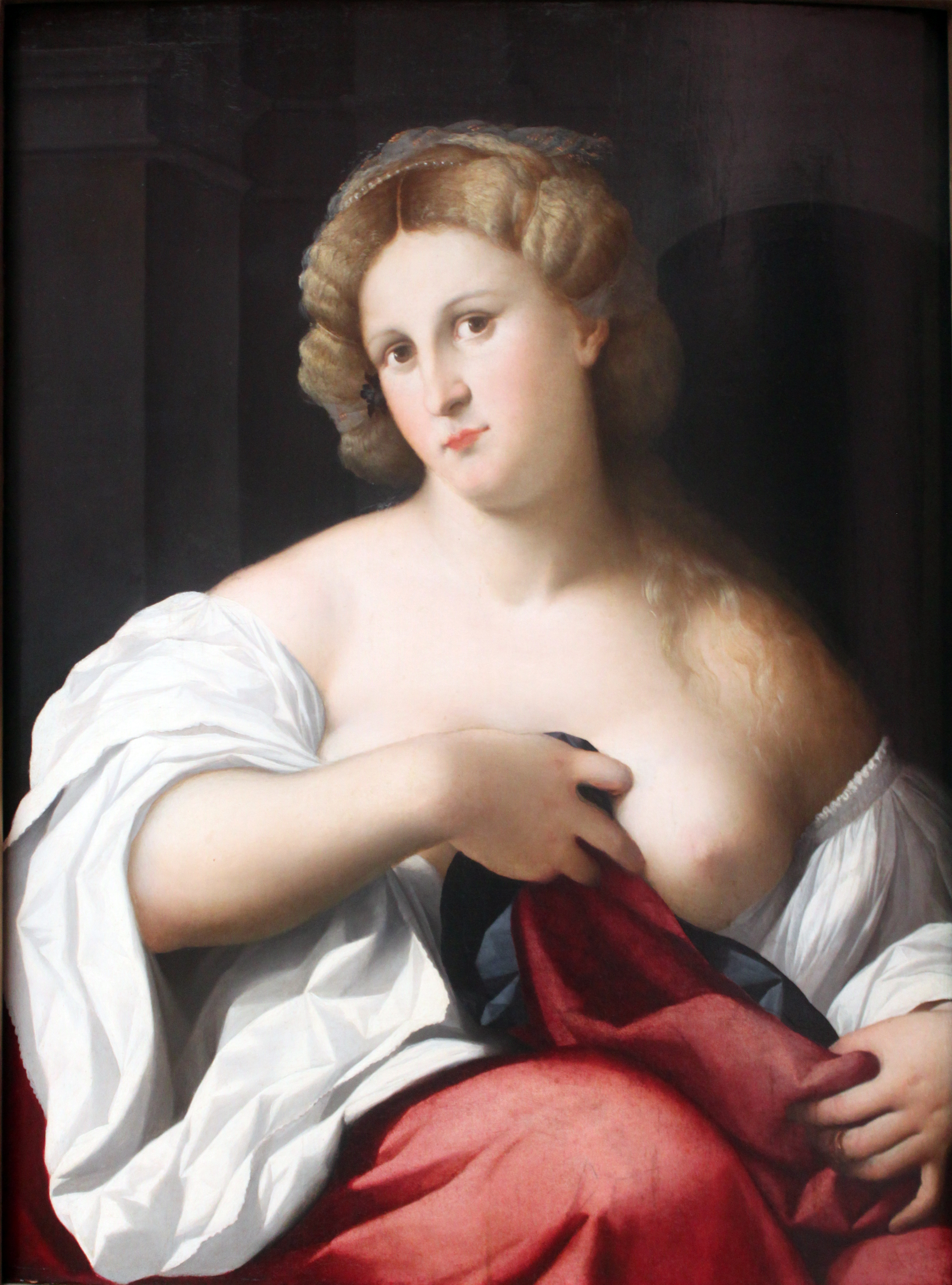
『はだけた胸の女性の肖像』1525年 ベルリン絵画館所蔵